# Руска (Караш-Северин)
Руска (рум. Rusca) насеље је у Румунији у округу Караш-Северин у општини Терегова. Oпштина се налази на надморској висини од 429 m.

## Прошлост
По "Румунској енциклопедији" место се помиње први пут 1430. године као "Бартоломеј Руска". Село је ратне 1788. године страдало у пожару.
Аустријски царски ревизор Ерлер је 1774. године констатовао да место припада Тамишком округу, Карансебешког дистрикта. Село има милитарски статус а становништво је било претежно влашко.

## Становништво
Према подацима из 2002. године у насељу је живело 1323 становника.

### Попис2002.
| Расподела становништва по националности 2002.‍ | Расподела становништва по националности 2002.‍ | Расподела становништва по националности 2002.‍ | Расподела становништва по националности 2002.‍ | Расподела становништва по националности 2002.‍ |
| --------------------------------------------- | --------------------------------------------- | --------------------------------------------- | --------------------------------------------- | --------------------------------------------- |
|                                               |                                               |                                               |                                               |                                               |
| Румуни                                        | Румуни                                        |                                               | 1.305                                         | 98,8%                                         |
| Роми                                          | Роми                                          |                                               | 16                                            | 1,2%                                          |